# Руфіджі
8°00′ пд. ш. 39°20′ сх. д. / 8.000° пд. ш. 39.333° сх. д.
Руфіджі (англ. Rufiji River) — одна з великих річок Танзанії, яка повністю знаходиться в межах цієї африканської держави.

## Опис
Річка утворюється злиттям річок Кіломберо і Лувегу і має довжину приблизно 600 км з витоком в південно-західній Танзанії і гирлом на березі Індійського океану біля острову Мафія у Мафія-канал. Її основною притокою є Велика Руаха.
Вона судноплавна на бл.100 кілометрах з загальної довжини.
Руфіджі розташована близько 200 кілометрів на південь від столиці Танзанії — Дар-ес-Салама. Значна частина її течії розташована в Національному парку Селус.
Водозбірний басейн системи річки Руфіджі становить 177 429 квадратних кілометрів і складається з:
| Річка (притока)       | Басейн км2 | Процент загального басейну | Процент у загальному стоку |
| --------------------- | ---------- | -------------------------- | -------------------------- |
| Велика Руаха          | 83 970     | 47                         | 15                         |
| Кіломберо             | 39 990     | 23                         | 62                         |
| Лувегу                | 26 300     | 15                         | 18                         |
| Руфіджі (нижня течія) | 27 160     | 15                         | 5                          |
| Всього                | 177 429    | 100                        | 100                        |

У дельті річки розташовані найбільші мангрові ліси в Східній Африці.

## Річка в історії
Відгалуження древніх морських шляхів вели вниз до Східного узбережжя Африки, яке греками і римлянами в 1 столітті н. е. було названо «Азанія» і описано в творі «Періпл Еритрейського моря».
Під час Першої світової війни дельта річки була ареною тривалої морської операції з жовтня 1914 по липень 1915 року. Це були спроби, а потім і досягнення успіху, Королівського військово-морського флоту нейтралізувати і знищити німецький крейсер «Кенігсберг».